# Kazimir II. Poljski
Kazimir II. Pravični (poljsko Kazimierz II Sprawiedliwy) je bil od leta 1166 do 1173 malopoljski vojvoda Wiślice in po letu 1173 vojvoda Sandomierza, * 28. oktober 1138, Krakov, † 5. maj 1194, Krakov.
Leta 1177 je postal vladar Seniorske province in s tem veliki vojvoda Poljske. Na tem položaju je s krajšo prekinitvijo, ko je vladal njegov starejši brat in predhodnik Mješko III. Stari, ostal do svoje smrti. Leta 1186 je od svojega nečaka Leška nasledil Mazovijo in postal začetnik mazovske veje dinastije Pjastov in praded kasnejšega poljskega kralja Vladislava I. Kratkega. Častni naslov Pravični ni izviren in se je prvič pojavil v 16. stoletju.

## Otroštvo in mladost
Kazimir je bil šesti sin poljskega vojvodr Boleslava III. Krivoustega in njegove druge žene Salomee, hčerke grofa Henrika Berškega. Rojen je bil po očetovi smrti, vendar isti dan, zato v očetovi oporoki ni bil omenjen in je ostal brez vseh posesti. 
Prva leta sta on in sestra Neža (rojena 1138) živela z materjo Salomeo na njeni posesti v Łęczyci, daleč od spopadov njegovih bratov Boleslava IV. Kodravega in Mješka III. Starega z njunim starejšim polbratom, velikim vojvodom Vladislavom II., ki je poskušal združiti Poljsko pod svojo oblastjo. Njegov načrt je bil v nasprotju z očetovo oporoko in Vladislav je bil leta 1146 izgnan.
Salomea Berška je leta 1144 umrla. Za Kazimirja in Nežo je skrbel njun starejši brat Boleslav IV., ki je dve leti pozneje prevzel naslov velikega vojvode. Mladi vojvoda se je pod bratovim skrbništvom lahko počutil varnega, vendar ni imel nobenega zagotovila, da bo v prihodnosti dobil vsaj del očetove dediščine. Ko je leta 1151 dosegel primerno starost, takrat 13 let, in bi lahko prevzel oblast nad nekaterimi družinskimi posestmi, je ostal brez vsega. Tri leta kasneje (1157) se je njegov položaj še poslabšal zaradi uspešne poljske kampanje cesarja Friderika Barbarosse, ki je prišel na pomoč Vladislavu II. in njegovim sinovom. Kot del sporazuma, ki ga je moral Boleslav IV. skleniti z Barbarosso, je bil Kazimir poslan v Nemčijo za talca, da bi zagotovil bratovo zvestobo cesarju. Kazimirjeva usoda na cesarskem dvoru ni znana. Na Poljsko se je vrnil vsekakor pred 21. majem 1161, ker je na ta dan v listini omenjen skupaj s svojima dvema bratoma Boleslavom IV. in Henrikom Sandomierskim.

## Vojvoda Wiślice
Leta 1166 je bil Kazimirjev brat Henrik ubit v bitki med prusko križarsko vojno. Umrl je brez potomcev in je v oporoki za edinega dediča svoje malopoljske kneževine Sandomierz imenoval Kazimirja. Veliki vojvoda Boleslav IV. se je oporoki navkljub odločil razdeliti kneževino na tri dele. Največji del,  vključno s prestolnico Sandomierz, je dodelil sebi. Drugi, neimenovani del, je podelil Mješku III., najmanjši del, okrožje Wiślica, pa Kazimirju.
Jezen in razočaran nad odločitvijo velikega vojvode se mu je Kazimir uprl s podporo svojega brata Mješka, magnata Jakse iz Miechówa, Svjatoslava, sina Piotra Włostowica, gnieznenskega nadškofa Jana in krakovskega škofa Gedka. Kazimirja je podpirala tudi skoraj vsa Malopoljska. Hitri ukrepi Boleslava IV. so upor zaustavili, Kazimirju pa je kljub temu uspelo obdržati Wiślico. Leta 1172 se je Mješko III. znova uprl velikemu vojvodi in poskušal prepričati svojega mlajšega brata, naj se mu pridruži. Kazimir je tokrat iz neznanih razlogov sodelovanje zavrnil.
Boleslav IV. je leta 1173 umrl. Na položaju velikega vojvode ga je nasledil najstarejši še živi brat Mješko III. Slednji se je odločil, da bo celoteno vojvodino Sandomierz prepustil Kazimirju in mu vrnil vojvodski naslov.

## Upor proti Mješku III. Staremu
Močna in diktatorska vladavina novega velikega vojvode je povzročila globoko nezadovoljstvo med malopoljskim plemstvom. Leta 1177 se je začel nov upor, ki je imel  realne možnosti za zmago. Uporniki so razen na magnate računali na podporo krakovskega škofa Gedka, Mješkovega najstarejšega sina Odona, šlezijskega vojvode Boleslava I. Visokega, sina nekdanjega velikega vojvode Vladislava II., in Kazimirja. Razlogi za Kazimirjevo vključitev v upor po spravi z Mješkom niso znani.
Borba za novo vodstvo je potekala precej čudno: Mješko III., ki so ga uporniki v njegovi velikopoljski vojvodini popolnoma presenetili, se je umaknil v Poznanj, kjer je ostal skoraj dve leti v hudih bojih s svojim sinom Odonom. Na koncu je bil poražen in prisiljen pobegniti. Vojvoda Boleslav Visoki ni uspel osvojiti Krakova in Seniorata, saj se je zapletel v konflikt s svojim bratom Mješkom I. Krivonogim in lastnim sinom Jaroslavom. V konfliktu je bil kmalu premegan in  prosil Kazimirja za pomoč. Kazimir je po uspešni akciji v Šleziji hitro osvojil Krakov in se kot krakovski knez odločil skleniti sporazum, s katerim je Boleslav Visoki dobil polno oblast nad Spodnjo Šlezijo z Vroclavom. Malopoljska okrožja Bytom, Oświęcim in Pszczyna je podelil  takrat odstavljenemu Mješku I. Krivonogemu kot darilo za Kazimirjevega botra in soimenjaka Kazimirja I. Opoljskega, edinega sina Mješka I. Krivonogega.

## Veliki vojvoda Poljske
Upor proti Mješku III. Staremu leta 1177 je bil za Kazimirja popoln uspeh, ker ni osvojil samo Krakova, vključno z okrožjema Sieradz in Łęczyca, in pridobil naslov velikega kneza, ampak je tudi razširil svojo suverenost na Šlezijo, ki jo je nato razdelil med sinove Vladislava II. Izgnanega Boleslava I. Visokega, Mješka  I. Krivonogega in Konrada Tankonogega ter Boleslavovega sina Jaroslava Opolskega, Velikopoljsko, kjer je vladal Odon,  ter Mazovijo in Kujavijo, kjer je pod skrbništvom svoje matere in kneza Żyrone vladal mladoletni knez Lešek. Na obali Baltskega morja je v Pomereliji kot poljski vazal vladal knez Sambor I.
Mješko III. Stari si je intenzivno prizadeval vrniti se na oblast, sprva na Češkem, kasneje pa v Nemčiji in Pomorjanski vojvodini. Da bi uresničil svoje ambicije, je svojim potomcem podelil dedno pravico do prestola v Krakovu in s tem Seniorsko provinco. Kazimir se je na to odzval s sklicem zbora poljskih plemičev v Łęczyci leta 1180. Plemstvu in Cerkvi je podelil nove privilegije, odpravil davek na dobiček duhovščine in se odrekel svojim pravicam nad zemljišči pokojnih škofov. S temi dejanji je pridobil sprejetje načela dednega nasledstva v Krakovu, čeprav je obnovitev poljske kraljevine trajala še več kot stoletje.
V prvi polovici leta 1181, se pravi manj kot leto dni po zboru v Łęczyci, je Mješko III. Stari s pomočjo brata samborskega vojvode Mestvina I. Pomereljskega osvojil vzhodni velikopoljski deželi Gniezno in Kališ ter uspel prepričal svojega sina Odona, naj se mu ukloni. Po mnenju nekaterih zgodovinarjev je Odon zato od očeta prejel velikopoljsko ozemlje južno od reke Obre. Istočasno se je mazovski vojvoda Lešek odločil zapustiti Kazimirjev tabor. Za guvernerja Mazovije in Kujavije je imenoval Mješka Mlajšega, sina Mješka III.  Starega, in s tem dal tiho obljubo glede nasledstva teh dežel.

## Zunanja politika
Kazimir se je iz neznanih razlogov odločil, da se na te dogodke ne bo odzval. Odločil se je, da bo samo utrdil svojo oblast v Malopoljski. Leta 1184 je prišlo do diplomatskega srečanja na dvoru cesarja Friderika Barbarosse, kjer je Kazimir, da bi preprečil dejanja Mješka III. Starega in obdržal položaj velikega vojvode Poljske, prisegel zvestobo Barbarossi in mu zato plačal velik davek.
Najpomembnejše vprašanje med Kazimirjevim vladanjem, razen spora z bratom Mješkom, je bila politika do sosednjih ruskih kneževin na vzhodu. Prva naloga, ki jo je imel kot veliki vojvoda, je bila ustvariti vezi z velikimi knezi Ruriki v Kijevu, ki so bili močno povezani s prejšnjimi poljskimi velikimi knezi prelo zakonskih zvez s kijevskimi princesami. Boleslav IV. Kodravi je bil poročen z Vjačeslavo Novgorodsko, Mješko III. Stari pa z Evdoksijo Kijevsko. Kazimir je v ta namen novembra 1178 organiziral poroko svoje hčere s kijevskim knezom Vsevolodom IV.
Njegov prvi večji poseg v notranje zadeve Kijevske Rusije se je zgodil leta 1180, ko je podprl šumskega in drohičinskega kneza Vasiljka in svojega nečaka Lešeka Mazovskega v sporu z Vladimirjem Minskim v sporu za Volinijo. Vojna se je končala z Vladimirjevo zmago. Osvojil je Volodimir in Brest, Vasiljko pa je obdržal posesti v  Drohičinu.
Vojna ni dokončno rešila vprašanja oblasti v Brestu, ki je bil podeljen v fevd Vasiljkovemu bratrancu in Kazimirjevemu nečaku knezu Svjatoslavu. Leta 1182 je izbruhnil upor proti Svjatoslavu, ki se je po Kazimirjevem posredovanju vrnil na prestol. Kazimir je kljub temu kmalu zatem uvidel, da so razmere nestabilne, zato se je odločil, da oblast preda Svjatoslavovemu polbratu Romanu.
Leta 1187 je umrl hališki knez Jaroslav Osmomisl. Njegovi smrti je sledil dolg boj za njegovo nasledstvo. Oblast nad kneževino je sprva prevzel njegov mlajši nezakonski sin Oleg, a so ga bojarji kmalu umorili. Halič je nato zavzel Jaroslavov najstarejši sin Vladimirko. Tudi Vladimirkova vladavina še zdaleč ni bila stabilna, kar je izkoristil brestovski knez Roman, ga s pomočjo strica Kazimirja odstavil in prevzel popoln nadzor nad Haličem.
Poraženi Vladimirko je pobegnil v Ogrsko kraljestvo pod zaščito kralja Béle III. Ogrski kralj se je odločil poslati svojo vojsko v Halič. Roman je pobegnil v Krakov, Vladimirko pa je iz maščevanja vdrl v Malopoljsko. Béla III. se je kmalu zatem odločil, da bo Halič priključil Ogrski, in znova odstavil Vladimirka ter ga kot princa Haliča zamenjal s svojim sinom Andrejem. Vojna se je nadaljevala še dve leti. Ko se je Vladimirko razglasil za Kazimirjevega podanika, je Kazimir po navodilih cesarja Friderika Barbarosse obnovil Vladimirkovo oblast  nad Haličem.

## Notranja politka
Leta 1186 je mazovski vojvoda Lešek umrl. Pred smrtjo se je bolni vojvoda odločil, da bo vse svoje posesti prepustil velikemu vojvodi Kazimirju. Lešek je pred tem svoje posesti obljubil svojemu  stricu Mješku III., vendar se je zaradi njegovih diktatorskih postopkov  premislil v Kazimirjevo korist. Kmalu po Lešekovi smrti je Mješko III. zasedel Kujavijo do reke Visle in Kazimir je lahko dobil samo Mazovijo. Kazimir je s to pridobitvijo neposredno vladal večini Poljske.
Kazimirjevo vpletenost v ruske zadeve je leta 1191 izkoristil Mješko III., ki je uspel zasesti grad Vavel v Krakovu, si prilastiti naslov velikega vojvode in dobiti nadzor nad Senioratom. Krakov je takoj razglasil za svoj dedni fevd in za guvernerja imenoval svojega sina Mješka. Spor se je končal mirno, saj je Kazimir po vrnitvi iz Rusije brez boja dobil nazaj prestolnico, Mješko mlajši pa je pobegnil k svojemu očetu.
Zadnji cilj Kazimirjevega vladanja je bil pohod proti baltskim Jatvingom na začetku leta 1194. Pohod se je končal s popolnim uspehom in Kazimir se je zmagoslavno vrnil v Krakov. Po banketu ob njegovi vrnitvi je 5. maja 1194 nepričakovano umrl. Nekateri zgodovinarji so menili, da je bil zastrupljen. Pokopali so ga verjetno v Vavelski stolnici. Na položaju velikega vojvode ga je nasledil njegov najstarejši živi sin Lešek I. Beli, ki se je moral tako kot njegov oče soočati z močnim nasprotnikom Mješkom III. Starim.
Kazimir je načrtoval ustanovitev univerze v Krakovu in že začel graditi stavbo, vendar je njegove načrte prekrižala njegova nenadna smrt. Današnjo Jagelonsko univerzo je šele leta 1364 ustanovil kralj Kazimir III. Veliki kot drugo najstarejšo univerzo v srednji in vzhodni Evropi (za Karlovo univerzo v Pragi).

## Odnosi s Cerkvijo
Kazimir je bil do Cerkve zelo radodaren, zlasti do cistercijanskih samostanov Wąchock, Jędrzejów, Koprzywnica in Sulejów, kanonikov svetega groba v Miechówu, redovnima kanonikatoma v Czerwińsku nad Wislo in Trzemešno ter redom vitezov hospitalcev v Zagošću. Poskušal je razširiti kult svetega Florjana, čigar posmrtne ostanke je škof Gedko prinesel v Krakov.

## Družina
Kazimir se je med letoma 1160-1165 in nekasneje kot leta 1166 s Heleno (ok. 1140/1142 – ok. 1202/1206), hčerko vojvode Konrada II. Znojmskega iz stranske veje dinastije Přemyslidov. Z njo je imel dve hčerki in pet sinov:
- hčerko z neznanim imenom (r. pred 1167), poročeno s knezom Vsevolodom IV. Kijevskim[5]
- Kazimirja (ok. 1162 – 2. februar[6] ali 1. marec 1167)
- Boleslava (ok. 1168/1171 – 16. april  1182/1183), ki je umrl po padcu z drevesa; pokopan je bil verjetno v Vavelski stolnici[7]
- Odona (r. 1169/1184), ki je umrl v otroštvu)
- Adelajdo (ok. 1177/1184 – 8. december 1211), ustanoviteljico samostana sv. Jakoba v Sandomierzu
- Lešeka I. Belega (ok.  1184/1185 – 24.  november 1227)[8]
- Konrada (ok. 1187/1188– 31. avgust 1247)[9]

## Opomba
1. ↑  Hčerka se je morda imenovala Marija in se po poroki preimenovala v Anastazijo. Preko Marijine pravnukinje Kunigunde Slavonske je bil Kazimir neposredni prednik zadnjih čeških kraljev Přemyslidov in cesarjev Svetega rimskega cesarstva iz luksemburške dinastije.